# Claudia Schlenger-Meilhamer
Claudia Schlenger-Meilhamer (* 1947 in Bad Tölz) ist eine bayerische Kabarettistin, Drehbuchautorin und Schauspielerin.

## Leben
Nach einer Ausbildung zur Medizinisch-Technischen Assistentin studierte Schlenger zunächst Politikwissenschaft. Anschließend nahm sie Schauspielunterricht in München. Von 1975 bis 1980 lebte sie in West-Berlin, um ihr Abitur nachzuholen.
Seit 1984 arbeitet sie zusammen mit ihrem Ehemann Hanns Meilhamer, den sie 1974 kennengelernt und 1984 geheiratet hat, fürs Fernsehen und fürs Radio, vor allem für den Bayerischen Rundfunk. Seit 1982 stehen die beiden als Kabarettisten- und Komikerpaar Herbert und Schnipsi auf der Bühne. In einigen Fernsehproduktionen spielt seit 1994 der gemeinsame Sohn Simon (* 1986) als Sohn Pauli mit. Seit 1989 leben sie in Simbach am Inn, davor in München.
2000 erkrankte Schlenger-Meilhamer nach einem Zeckenbiss und musste ihre Tätigkeit für ein Jahr unterbrechen, erholte sich jedoch wieder und kehrte auf die Bühne zurück.

## Filmografie (Auswahl)
- seit 1982: Herbert und Schnipsi
- 1991: Wildfeuer
- 1993: Ein Haus in der Toscana
- 1991: Café Meineid
- 1995: Nur über meine Leiche; mit Christoph M. Ohrt und Katja Riemann
- 1997: Muttertag
- 1998: Das merkwürdige Verhalten geschlechtsreifer Großstädter zur Paarungszeit; mit Cosma Shiva Hagen und Christoph Waltz
- 2007: Noch einmal zwanzig sein
- Kanal fatal
- Die Komiker
- Grünwald Freitagscomedy

## Bühnenprogramme (Auszug)Muatter, i bin a Guckuck
- Muatter, i bin a Guckuck
- Können Ameisen schwimmen?
- Des Liad is schlecht
- Krautsalat neu durchgesalzen
- Du und i und mei Mama
- Ja was denn no!?
- Weil mir uns net geniern
- Juchhu, glei schmeißt’s uns wieder!
- Best-of: Zeitreise mit Schlaglöchern

## Auszeichnungen
Claudia Schlenger erhielt die Auszeichnungen zusammen mit Hanns Meilhamer:
- 1983: Deutscher Kleinkunstpreis (Förderpreis der Stadt Mainz)
- 1983: Salzburger Stier
- 2004: Bayerischer Kabarettpreis (Musikpreis)
- 2013: Bayerischer Poetentaler
- 2024: Bayerischer Kabarettpreis (Ehrenpreis)